# É (Sumer)

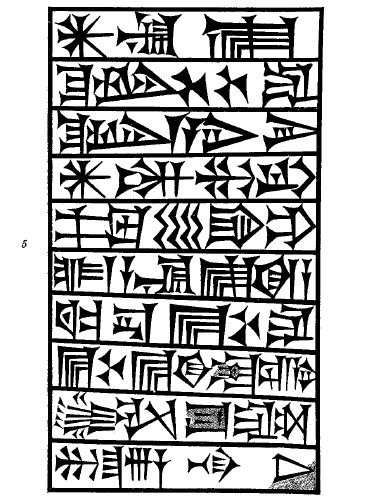
Inskrypcja babilońskiego króla Adad-szuma-usura (1216-1187 p.n.e.) dotycząca jego prac budowlanych przy świątyni E-kur w Nippur (é jest pierwszym znakiem w ósmej linijce)

É, też E2 – słowo z języka sumeryjskiego tłumaczone zazwyczaj jako „dom” lub „świątynia”. W piśmie klinowym zapisywane było za pomocą znaku  (klasyczna forma sumeryjska), który z czasem przyjął kształt  (klasyczna forma asyryjska). W bazie danych Unicode znak ten zajmuje n. U+1208D, a w listach znaków klinowych Borgera odpowiednio n. 324 (Borger 1978) i n. 495 (Borger 2003). W języku akadyjskim odpowiednikiem sumeryjskiego é było słowo bītu („dom”, „świątynia”).
W języku sumeryjskim é wykorzystywane też było często przy tworzeniu nowych słów, będących z reguły nazwami budowli lub budynków, np. é.gal – „pałac” (dosł. „wielki dom”), é.maḫ – „świątynia” (dosł. „wyniosły dom”), é.dub.ba – „archiwum” (dosł. „dom tabliczki”), é.kaš – „karczma” (dosł. „dom piwa”), é.gir4 – „piekarnia” (dosł. „dom z piecami”) czy é.maš – „zagroda” (dosł. „dom dla kóz”). Stanowiło też zazwyczaj pierwszy człon ceremonialnych nazw mezopotamskich świątyń, ziguratów i pałaców królewskich, np. é.an.na (E-ana, dosł. „dom niebios”) – świątynia boga Anu i bogini Isztar w Uruk, é.babbar (E-babbar, dosł. „Lśniący/Jaśniejący dom”) – świątynia Szamasza w Sippar, é.kur (E-kur, dosł. „Dom-Góra”) – świątynia Enlila w Nippur, é.temen.an.ki (E-temenanki, dosł. „Dom platformy fundacyjnej nieba i świata podziemnego”) – zigurat Marduka w Babilonie, é.u6.nir.ki.tuš.maḫ (E-unirkituszmah, dosł. „Dom – wieża świątynna, wyniosła siedziba”) – zigurat boga Ea w Eridu, é.gal.zag.sá.nu.tuk.a (dosł. „Pałac niemający rywala”) – pałac króla Sennacheryba w Niniwie czy é.gal.lugal.šár.ra.kur.kur.ra (dosł. „Pałac króla wszystkich krajów”) – pałac króla Tiglat-Pilesera I w Aszur.